# فالماوت (پنسیلوانیا)
فالماوت (به انگلیسی: Falmouth) یک منطقهٔ مسکونی در ایالات متحده آمریکا است که در شهرستان لنکستر، پنسیلوانیا واقع شده‌است. فالماوت ۴۲۰ نفر جمعیت دارد.